# Meteor Tour
 (juin 2023).
Si vous disposez d'ouvrages ou d'articles de référence ou si vous connaissez des sites web de qualité traitant du thème abordé ici, merci de compléter l'article en donnant les références utiles à sa vérifiabilité et en les liant à la section « Notes et références ».
Tournées par Indochine
Alice & June Tour (Tournée)
(2005–07) Paradize +10
(2012)
Meteor Tour est une tournée du groupe français Indochine.

## Dates
| Date                         | Ville             | Pays       | Salle                            |
| ---------------------------- | ----------------- | ---------- | -------------------------------- |
| Meteor Tour Prelude          |                   |            |                                  |
| 26 juin 2009                 | Paris             | France     | Olympia                          |
| Meteor Tour I                |                   |            |                                  |
| 14 juillet 2009              | Québec            | Québec     | Festival International           |
| 6 octobre 2009               | Rouen             | France     | Zénith de Rouen                  |
| 9 octobre 2009               | Caen              | France     | Zénith de Caen                   |
| 10 octobre 2009              | Angers            | France     | Amphitéa 4000                    |
| 13 octobre 2009              | Rennes            | France     | Musik Hall                       |
| 14 octobre 2009              | Nantes            | France     | Zénith de Nantes Métropole       |
| 17 octobre 2009              | Bordeaux          | France     | Patinoire de Mériadeck           |
| 18 octobre 2009              | Toulouse          | France     | Zénith de Toulouse Métropole     |
| 21 octobre 2009              | Bruxelles         | Belgique   | Forest National                  |
| 22 octobre 2009              | Bruxelles         | Belgique   | Forest National                  |
| 24 octobre 2009              | Bruxelles         | Belgique   | Forest National                  |
| 6 novembre 2009              | Orléans           | France     | Zénith d'Orléans                 |
| 7 novembre 2009              | Limoges           | France     | Zénith Limoges Métropole         |
| 12 novembre 2009             | Pau               | France     | Zénith de Pau                    |
| 13 novembre 2009             | Marseille         | France     | Le Dôme                          |
| 16 novembre 2009             | Montpellier       | France     |                                  |
| 17 novembre 2009             | Nice              | France     | Palais Nikaïa                    |
| 20 novembre 2009             | Lyon              | France     | Halle Tony Garnier               |
| 21 novembre 2009             | Lyon              | France     | Halle Tony Garnier               |
| 24 novembre 2009             | Amnéville         | France     | Galaxie d'Amnéville              |
| 25 novembre 2009             | Strasbourg        | France     | Zénith Strasbourg Europe         |
| 28 novembre 2009             | Genève            | Suisse     | Arena Genève                     |
| 29 novembre 2009             | Dijon             | France     | Zénith                           |
| 3 décembre 2009              | Lille             | France     | Zénith                           |
| 4 décembre 2009              | Lille             | France     | Zénith                           |
| 8 décembre 2009              | Tours             | France     | Parc des Expositions             |
| 9 décembre 2009              | Amiens            | France     | Zénith                           |
| 12 décembre 2009             | Saint-Étienne     | France     | Zénith                           |
| 13 décembre 2009             | Chambéry          | France     | Le Phare                         |
| 17 décembre 2009             | Clermont-Ferrand  | France     | Zénith                           |
| 18 décembre 2009             | Le Mans           | France     | Antarès                          |
| Meteor Tour II               |                   |            |                                  |
| 5 mars 2010                  | Rouen             | France     | Zénith                           |
| 6 mars 2010                  | Caen              | France     | Zénith                           |
| 9 mars 2010                  | Strasbourg        | France     | Zénith                           |
| 10 mars 2010                 | Dijon             | France     | Zénith                           |
| 13 mars 2010                 | Lyon              | France     | Halle Tony Garnier               |
| 14 mars 2010                 | Épernay           | France     | Millesium                        |
| 18 mars 2010                 | Lille             | France     | Zénith                           |
| 19 mars 2010                 | Douai             | France     | Gayant Expo                      |
| 22 mars 2010                 | Angoulême         | France     | Espace Carat                     |
| 23 mars 2010                 | Nantes            | France     | Zénith                           |
| 26 mars 2010                 | Bruxelles         | Belgique   | Forest National                  |
| 27 mars 2010                 | Bruxelles         | Belgique   | Forest National                  |
| 30 mars 2010                 | Toulouse          | France     | Zénith                           |
| 31 mars 2010                 | Bordeaux          | France     | Patinoire de Mériadeck           |
| 3 avril 2010                 | Troyes            | France     | Le Cube                          |
| 4 avril 2010                 | Orléans           | France     | Zénith                           |
| 9 avril 2010                 | Amnéville         | France     | Galaxie d'Amnéville              |
| 10 avril 2010                | Genève            | Suisse     | Aréna                            |
| 15 avril 2010                | Nantes            | France     | Zénith                           |
| 17 avril 2010                | Lyon              | France     | Halle Tony Garnier               |
| 19 avril 2010                | Bruxelles         | Belgique   | Forest National                  |
| 26 juin 2010                 | Seine-Saint-Denis | France     | Stade de France                  |
| Meteor Tour, Festivals d'été |                   |            |                                  |
| 17 juillet 2010              | Carhaix           | France     | Festival des Vieilles Charrues   |
| 18 juillet 2010              | Aix-les-Bains     | France     | Musilac                          |
| 25 juillet 2010              | Nyon              | Suisse     | Paléo Festival                   |
| 6 août 2010                  | Colmar            | France     | Foire aux vins d'Alsace          |
| Meteor Tour III              |                   |            |                                  |
| 8 septembre 2010             | Montpellier       | France     | Aréna                            |
| 11 septembre 2010            | Luxembourg        | Luxembourg | Rockhal                          |
| 12 septembre 2010            | Lille             | France     | Zénith                           |
| 15 septembre 2010            | Paris             | France     | Palais omnisports de Paris-Bercy |
| Meteor Club Tour             |                   |            |                                  |
| 19 janvier 2011              | Bruxelles         | Belgique   | Ancienne Belgique                |
| 20 janvier 2011              | Nancy             | France     | L'Autre Canal                    |
| 23 janvier 2011              | Clermont-Ferrand  | France     | Coopérative de Mai               |
| 24 janvier 2011              | Lausanne          | Suisse     | Les Docks                        |
| 29 janvier 2011              | Paris             | France     | Le Grand Rex                     |
| 31 janvier 2011              | Toulouse          | France     | Le Bikini                        |

### Set-List
Météor Tour 1 : 2009 - Météor Tour 2 : 2010 - Météor Tour 3 : 2010
1. Ouverture - 1. Ouverture - 1. Ouverture
2. Go, Rimbaud, Go - 2. Go, Rimbaud, Go - 2. Go, Rimbaud, Go
3. Marilyn - 3. Punishment Park - 3. Electrastar
4. Republika - 4. Little Dolls - 4. Little Dols
5. Little Dolls - 5. Play Boy - 5. Play Boy
6. Play Boy. - 6. Punker - 6. Punker
7. Punker - 7. Miss Paramount - 7. Drugstar
8. Drugstar - 8. Le Lac - 8. Miss Paramount
9. Le Lac - 9. Le Manoir - 9. Le Lac
10. Le Manoir - 10. J'ai demandé à La Lune - 10. Le Manoir
11. J'ai demandé à la lune - 11. Atomic Sky - 11. J'ai demandé à la lune
12. Tes yeux noirs - 12. Tes yeux noirs - 12. Atomic Sky
13. La lettre de Métal - 13. La lettre de Métal - 13. Tes yeux noirs
14. Un ange à ma table - 14. Un ange à ma table - 14. La lette de Métal
15. Alice & June - 15. Alice & June - 15. Un ange à ma table
16. Popstitute - 16. Popstitute - 16. Alice et June
17. Club Météor : Medley - 17. Club Météor : Medley - 17. Popstitute
18. June - 18. Le Baiser - 18. Club Météor : Medley
19. Trois nuits par semaine - 19. Trois nuits par semaine - 19. Le Baiser
20. Junior Song - 20. Le Grand Soir - 20. Trois nuits par semaine
21. Bye Bye Valentine - 21. Kao Bang - 21. Le Grand Soir
22. L'Aventurier - 22. Junior Song - 22. Kao Bang
23. Le Dernier Jour - 23. L'Aventurier - 23. Junior Song
24. Le Grand Soir (selon les villes) - 24. Le Dernier Jour - 24. L'Aventurier
25. Kao Bang (selon les villes) - 25. Bye Bye Valentine (selon les villes) - 25. Le Dernier Jour
26. L World (selon les villes) - 26. Un singe en Hiver (selon les villes) - 26. Bye Bye Valentine (selon les villes)
27. Miss Paramount (selon les villes) - 27. Tallula (selon les villes) - 27. Un Singe en Hiver (selon les villes)
28. Tom et Jerry (selon les villes) 28. L World (selon les villes) (Acte 3)
SET-List différent pour le stade de France, voir Putain de stade